# ノースランド (パチンコチェーン)
株式会社ノースランド（かぶしきがいしゃノースランド）は、富山県魚津市に本社を置く、パチンコチェーンを運営する企業。パチンコ以外に、自動車販売整備業、ボウリング場、ショッピングセンター、クリーニング店などを運営しており、これら事業体の総称を「澤田グループ」としている。

## 沿革
- 1975年（昭和50年）12月 - ノースランド1号店（本店）オープン[2]。
- 1996年（平成8年）3月 - ノースランド山室店オープン（当時設置台数日本一）[2]。

上記以外の店舗の展開状況については公式サイトを参照のこと。

## 店舗
- ノースランド小矢部店
- ノースランド太閤山店
- ノースランド山室店
- ハイパーノースランド豊田店
- のーすらんどほっと館大沢野店
- キングオブノースランド富山店
- キングオブノースランド魚津店
- キングオブノースランド黒部店
- キングオブノースランド吉久店
- クィーンオブノースランド砺波店
- クィーンオブノースランド佐野店
- クィーンオブノースランド滑川店
- クィーンオブノースランド氷見店
- クィーンオブノースランド呉羽店

## 澤田グループ
ノースランドを中核企業とする企業集団である。2012年6月30日には、新たに制定されたシンボルマークの使用が開始された。
以下ではノースランドを除くグループ主要事業について述べる。
さわだ自動車販売
魚津市の自動車販売整備業。グループの源流企業。
ノースランドボウル黒部
黒部市のボウリング場「ノースランドボウル黒部」を展開する。2000年8月から2020年4月21日までは富山市に「ノースランドボウル呉羽」も展開していた。
アイエヌエル
グループの資産管理部門。
エヌエヌフードサービス
グループの景品・管理部門。
魚津ショッピングスクエア サンプラザ
魚津市のショッピングセンター。1975年5月23日に魚津市農業協同組合合併10周年を記念して、地上3階（一部4階建て）建ての商業施設としてオープン。当時は売り場面積・駐車場・売り上げも新川地区最大であった。1986年6月3日に全天候側立体駐車場、ニューメディア設備を整えた複合施設としてリニューアルオープン。1995年7月7日にもリニューアルしている。2005年（平成17年）12月12日、運営企業「魚津興産」の全株式と所有する土地・建物などをJAうおづから買い取り、澤田グループ傘下となる。
黒部ショッピングセンター メルシー
黒部市のショッピングセンター。前身は1982年8月7日に地元の協同組合形式で開店。その後2014年8月31日に閉店した店舗の経営を引き継ぎリニューアル、12月11日に再開店。
上市ショッピングタウン パル
中新川郡上市町のショッピングセンター。1983年7月23日オープン。2015年11月20日に経営を引き継ぐ。
滑川ショッピングセンター パスタ
滑川市のショッピングセンター。1991年11月15日オープン。運営企業は「平成都市開発」。
富山第一ドライクリーニング
クリーニング店。富山・石川両県に7店舗・2工場を展開。近年はコインランドリーも展開している。